# El oráculo (película)
El oráculo (título original en inglés: The Oracle) es una película de terror estadounidense de 1985 dirigida por Roberta Findlay.

## Argumento
Una anciana, la señora Malatesta, utiliza una figura de una mano con una pluma a modo de plancheta para establecer contacto con el más allá. Una joven, Jennifer, se muda al apartamento de la señora Malatesta como su nueva inquilina junto a su marido Ray. El administrador de la propiedad, Pappas, dice que la anciana desapareció sin dejar rastro. Mientras rebusca entre sus cosas viejas, Jennifer se topa con una caja que contiene la mano con la pluma y que al abrirse emite una extraña luz verdosa.
Mientras tanto, una persona corpulenta desconocida acompaña a una prostituta a su habitación y la mata de varias puñaladas. Jennifer y Ray organizan una fiesta de Navidad a la que han invitado a una pareja de amigos, Cindy y Ben. La plancheta se prueba como juego en la fiesta. La mano de Jennifer con una pluma de repente comienza a escribir el mensaje «Ayúdame».
Más tarde esa noche, la plancheta comienza a escribir por sí sola, Jennifer escucha el sonido de la escritura y descubre un mensaje con el nombre de William Graham y un número de teléfono. Cuando le cuenta a su amiga Cindy, llama al número y descubre que William Graham era un hombre que se había suicidado tres semanas antes.
Después de que Jennifer nota nuevamente que la mano escribe de forma independiente, la tira junto con la caja a la papelera. Luego, una fuerza siniestra le impide salir de la habitación y queda aterrorizada. Cuando termina el fantasma, Ray piensa que Jennifer está loca y quiere deshacerse de la caja. De camino a la basura se encuentra con Pappas, quien se la quita. Un poco más tarde, Pappas se enoja porque no ha vuelto a ganar la lotería y le pregunta a la plancheta sobre los próximos números de la lotería, pero al no recibir respuesta, cierra la caja enojado. Sin embargo, un tiempo después vuelve a abrirla y ve una luz verdosa. Un pequeño monstruo sale de la caja y lo ataca. De repente ve monstruos imaginarios por todo su cuerpo y trata de matarlos con un cuchillo, apuñalándose con innumerables puñaladas en su cuerpo y finalmente en el ojo, muriendo.
Esa noche, en una pesadilla, Jennifer ve criaturas en la televisión, detrás de la cortina de la ducha y finalmente a Pappas muerto con un cuchillo en el ojo. Ben le informa a Ray que descubrió que Graham fue encontrado asfixiado en su automóvil en su almacén. Jennifer ahora usa la plancheta cada vez más a menudo y nota que se está convirtiendo en un médium. Ella ve que William Graham no se suicidó, sino que fue asesinado por el corpulento extraño y un cómplice. Luego va a ver a Dorothy Graham, la esposa del difunto, y le cuenta las noticias de su marido. Sin embargo, los asesinos de Graham se dan cuenta de esto y ahora quieren asesinar a Jennifer.
En una fiesta de Nochevieja, Jennifer es atacada por el extraño corpulento,que se revela que se llama Farkas y es en realidad una mujer previamente disfrazada de hombre, disfrazada de camarera, pero es capaz de derribar a Farkas. En casa vuelve a preguntarle a la plancheta quién quiere matarla. Se da cuenta de que Farkas es la misma persona que mató a Graham. Cindy le pide a Jennifer que finalmente vaya al psiquiatra porque todavía no le cree. Ella le dice que todo esto son engaños y se ofrece a usar su mano con Jennifer para demostrarlo. Sin embargo, Jennifer no la deja entrar al apartamento mientras usa la plancheta. El psiquiatra del edificio muere debido a la fuerza oscura. Mientras sale a caminar, Farkas intenta asesinar a Jennifer en un coche, pero ella logra escapar a un museo. Ella cree que Farkas la está siguiendo y le pide ayuda a un guardia de seguridad. Luego, recogen a Jennifer en una ambulancia.
Mientras tanto, Ray descubre la caja escondida en el cesto de la ropa sucia y, enojado, la arroja por el vertedero de basura, pero dos manos emergen del vertedero, lo agarran y lo matan. En el hospital psiquiátrico, el cómplice de Farkas, disfrazado de médico, quiere matar a Jennifer, pero poco antes es asesinado por una criatura. Jennifer logra escapar de la institución y la Sra. Graham, quien parece aparecer por casualidad, la invita a subir al auto, solo para Jennifer descubrir que Farkas también está en el auto. Se revela que la Sra. Graham está detrás del asesinato de su marido. Conducen hasta el almacén, Jennifer logra escapar de nuevo, pero Farkas la persigue con un hacha. Sin embargo, Farkas es asesinado allí por William Graham, quien aparece como un zombi. Jennifer corre hacia el auto abandonado mientras la Sra. Graham busca a Farkas y descubre su cuerpo. La Sra. Graham se atrinchera en el auto de su esposo, solo para que el zombi de Graham la mate llenando de gas el auto.
La toma final muestra a Jennifer sentada nuevamente frente a la plancheta, habiendo implícitamente tomado el lugar de la señora Malatesta.

## Reparto
- Irma St. Paule como Sra. Malatesta.
- Caroline Capers Powers como Jennifer.
- Roger Neil como Ray.
- Pam La Testa como Farkas.
- Victoria Dryden como Dorothy Graham.
- Chris María De Koron como Pappas.
- Dan Lutsky como Tom Varney.
- Stacey Graves como Cindy.
- G. Gordon Cronce como Ben.

## Recepción
Orlando Aloma, del Miami Herald, le dio a la película 0,5 de 4 estrellas y escribió que «tiene poco que decir». Kathryn Buxton de The Palm Beach Post le dio a la película cero estrellas y criticó la trama de «serpenteante». Candice Russell, del Sun Sentinel, tampoco le dio a la película ninguna estrella, calificándola de «una perfectamente horrible película misógina».
La revista alemana Cinema escribió: «A pesar de algunos cortes accidentados, esta producción de bajo presupuesto tiene algunos buenos efectos de shock, pero esto sólo eleva la película un poco por encima de la media».